# 32406 Tracyhughes
32406 Tracyhughes este o planetă minoră (asteroid) din centura de asteroizi. A fost descoperită pe 1 septembrie 2000 la Experimental Test Site⁠(d) de Lincoln Near-Earth Asteroid Research. 
Obiectul prezintă o orbită caracterizată de o semiaxă mare de 2,802607 UAi, o excentricitate de 0,06, o înclinație de 0,99212 ° în raport cu ecliptica.